# Viola (Arkansas)
Viola é uma cidade  localizada no estado americano de Arkansas, no Condado de Fulton.

## Demografia
Segundo o censo americano de 2000, a sua população era de 381 habitantes.
Em 2006, foi estimada uma população de 388, um aumento de 7 (1.8%).

## Geografia
De acordo com o United States Census Bureau, a localidade tem uma área de 3,3 km², sem área coberta por água. Viola localiza-se a aproximadamente 261 m acima do nível do mar.

## Localidades na vizinhança
O diagrama seguinte representa as localidades num raio de 32 km ao redor de Viola.